# Râul Pănade
Râul Pănade este un curs de apă cu lățimea medie de 1.5 metri, secat vara, afluent al râului Târnava Mică. 